# Moruloidea perionasus
Moruloidea perionasus är en kräftdjursart som beskrevs av Bruce 2003. Moruloidea perionasus ingår i släktet Moruloidea och familjen klotkräftor. Inga underarter finns listade i Catalogue of Life.